# 97P/Metcalf-Brewington
97P/Metcalf-Brewington (P/1906 V2) est une comète périodique du système solaire, découverte le 15 novembre 1906 par Joel Hastings Metcalf à Taunton dans le Massachusetts.